# Поткина, Наталия Валерьевна
Наталия Валерьевна Поткина (род. 14 марта 1982 года, Минск, БССР) — белорусский дизайнер, руководитель «Дома мод Наташи Поткиной», создатель бренда дизайнерской одежды Natasha Potkina. Победитель и лауреат белорусских и международных фестивалей и конкурсов моды «Белая амфора», «Мельница моды», «Адмиралтейская игла», «Джинс-Россия» и др..

## Биография
Первую коллекцию одежды создала в 10-м классе под названием «Райские птички» и показала её на своих одноклассницах на вечере, посвященном окончанию учебного года. В 2001 году участвовала в конкурсе модельеров на фестивале авангардной моды «Мамонт», где получили специальный приз жюри. В том же году на Международном конкурсе модельеров-дизайнеров «Белая амфора» в Витебске её коллекция «Сафари первым рейсом» была отмечена первой премией в номинации «Татьянин день». Из первой созданной Наташей Поткиной коллекции «Сафари» одну из моделей приобрела певица Наталья Подольская. В этом наряде Подольская впервые выступила на белорусском конкурсе песни «На скрыжаваннях Еўропы» («На перекрестках Европы»).
В 2003 году окончила минский Институт современных знаний им. Широкого (по специальности дизайн и конструирование одежды).
В 2009 году Наташа Поткина устроила показ своей коллекции «Гравитация» в Национальном Академическом Театре оперы и Балета в Минске. Это событие произвело фурор, так как такого масштабного модного мероприятия до этого в Минске ещё не было.
В 2012 году открыла бюро разработок. Теперь её компания занимается созданием моделей и конструкций для фабрик Белоруссии и стран СНГ.
В апреле 2016 года, совместно с партнёрами из Турции, Наташа Поткина открыла магазин тканей, кожи, меха и фурнитуры дод названием «Дом фэшн-текстиля».
В октябре 2016 года Наташа открыла школу кроя и шитья, где совместно с Каратовой Оксаной Николаевной (преподавателем конструирования, автором книги «Конструирование и моделирование одежды») даёт уроки для желающих научиться мастерству создания одежды.
В 2017 году создала платье из двух тысяч перцев чили, изображение которого послужило обложкой к кулинарной книге  Ирины Кабаскал «От перца к сердцу». Платье заявлено автором книги в комитет Книги рекордов Гиннесса.
Известного белорусского дизайнера Наташу Поткину называют самым женственным модным дизайнером Белоруссии. Среди её клиентов — Наталья Подольская, Анжелика Агурбаш, Полина Смолова, Вера Каретникова, Гюнешь, Гера, Искуи Абалян и многие другие. Помогает в создании образов для участников национальных отборов как детского, так и взрослого «Евровидения».

## Конкурсы и награды
- Лауреат фестиваля авангардного искусства «Мамонт 2001» г. Минск;
- Лауреат 1 премии конкурса модельеров «Белая амфора 2001» г. Витебск;
- Лауреат фестиваля моды «Мельница моды 2002» г. Минск;
- Финалист конкурса модельеров «Адмиралтейская игла 2002» г. Санкт-Петербург;
- Лауреат 3 премии фестиваля искусства «Три Луны — 2003», г. Минск;
- Лауреат всероссийского конкурса «Джинс-Россия 2004» 2 место г. Москва;
- Участник дефиле белорусских дизайнеров в Русском Доме г. Берлин;
- Участник открытия выставки предметов искусства «Мартовские коты 2005» во Дворце Искусств г. Минск;
- Лауреат фестиваля моды «Мельница моды 2005» г. Минск;
- Финалист фестиваля моды «Ассамблея моды» г. Москва;
- Участник открытия выставки предметов искусства «Мартовские коты 2006» во Дворце Искусств г. Минск;
- Победитель проекта Belarus Press Photo 2010 в номинации Fashion photo;
- Участник Belarus Fashion Week

## Коллекции
- 2001 «Шиворот навыворот» и «Электро-сучко-резка», лауреат фестиваля авангардного искусства «Мамонт 2001», г. Минск
- 2001 «Сафари первым классом», лауреат 1 премии конкурса модельеров «Белая амфора 2001», г. Витебск
- 2002 «Интервал безразличия», лауреат фестиваля моды «Мельница моды 2002» г. Минск, финалист конкурса модельеров «Адмиралтейская игла 2002», г. Санкт-Петербург
- 2003 «Эль Каприччо», дипломная коллекция, лауреат 3 премии фестиваля искусства «Три Луны», г. Минск
- 2004 «Карамба!». Лауреат всероссийского конкурса «Джинс-Россия 2004», 2 место г. Москва, лауреат фестиваля моды «Мельница моды 2004» г. Минск, участница дефиле белорусских дизайнеров в Русском Доме г. Берлин, участие а открытии выставки предметов искусства «Мартовские коты 2005» во Дворце Искусств г. Минск
- 2005 «Сундук», лауреат фестиваля моды «Мельница моды 2005» г. Минск, финалист фестиваля моды «Ассамблея моды» г. Москва, участница открытия выставки предметов искусства «Мартовские коты 2006» во Дворце искусств г. Минск
- 2006 «Васаби», презентация коллекции на Неделе Моды в Минске в Белорусском Центре Моды 17 ноября 2006
- 2009 «Гравитация», презентация коллекции в Национальном академическом театре оперы и балета 19 марта 2009, презентация коллекции в клубе «Титан» 27 ноября 2009 рекламная фотосъёмка, коллекции стала победителем проекта Belarus Press Photo 2010 в номинации Fashion photo.

## Семья
Родилась в семье строителей. Отец Наталии — известный в Белоруссии строительный деятель, почётный строитель Беларуси, реставратор, минчанин года (2008), создатель и директор компании «Эльвира» Поткин Валерий Александрович.
Мама четверых детей. Сын Лев и дочь Эвелина — победители международного конкурса «Маленькая Мисс Вселенная» и «Маленький Мистер Мира» в Турции («Little Miss of the Universe World 2014» & «Little Mister of the World 2014»).